# Остапенко Олександр Миколайович
Олекса́ндр Микола́йович Оста́пенко (8 березня 1979 — 29 вересня 2023) — український військовик, молодший сержант Збройних сил України, учасник російсько-української війни.

## Життєпис
Олександр Остапенко народився 8 березня 1979 року у селищі Семиполки. Навчався в Броварській середній школі № 5. 2015-го року брав участь у Війні на сході України.
Після початку повномасштабного вторгнення Олександр Остапенко серед перших пішов добровольцем у лави ЗСУ і ніс службу у складі 114 ОБрТрО на посаді командира стрілецького взводу, стрілецької роти, 136 батальйону. Брав участь у боях під Лисичанськом, Сіверськом, Ямполя. Загинув 29 вересня 2023 року в бою під селищем Виїмка Бахмутського району, Донецької області.
Прощання з Олександром відбулося 3 жовтня у Броварах. Похований на міському кладовищі № 3.
Петиція щодо присвоєння Олександру Остапенку почесного звання Герой України (посмертно) набрала більше ніж 25000 підписів.

## Сім'я
Без Олександра лишились батьки, дружина та двоє доньок.